# Enoteca

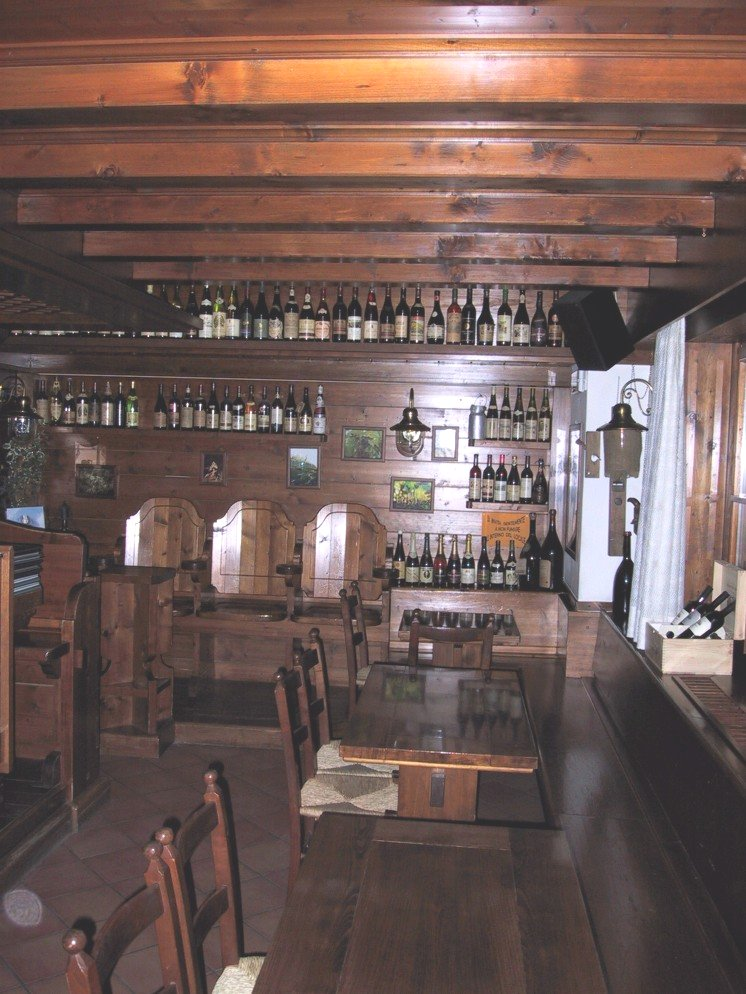
Vista interior d'una enoteca a Tambre (província de Belluno), Itàlia

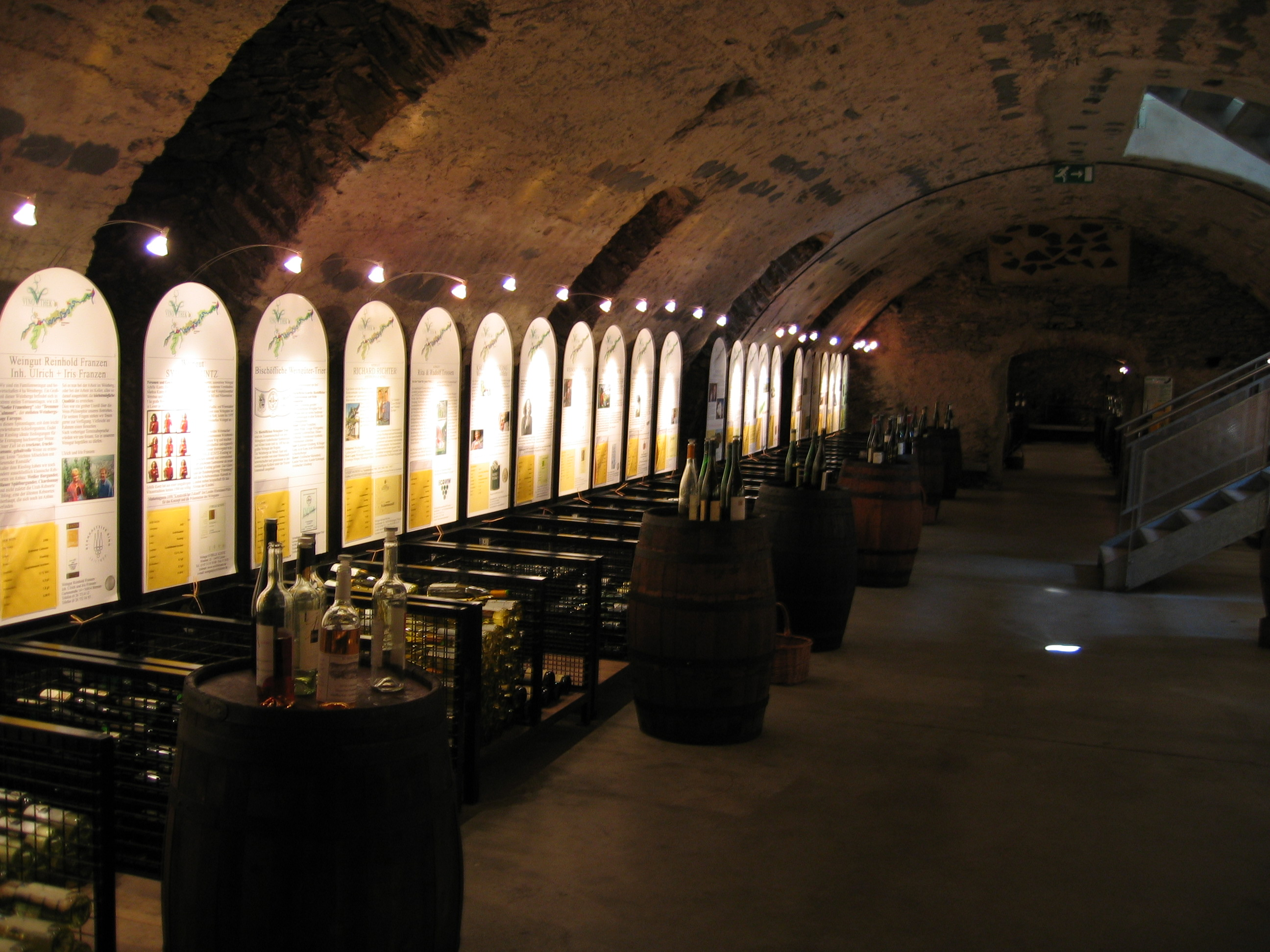
Cellers del Vinothek a Bernkastel-Kues, a la regió vinícola de Mosel, a Alemanya

Enoteca és una paraula italiana que deriva de la paraula grega Οινοθήκη, que significa literalment "dipòsit de vins" (d'Oeno / Eno- Οινός "vi", i teca Θήκη, "receptacle, estoig, caixa"), però s'utilitza per descriure un tipus especial de botiga de vins local o regional que es va originar a Itàlia. El concepte d'enoteca també s'ha estès a alguns altres països.
Una autèntica enoteca està dirigida principalment a donar als visitants o turistes la possibilitat de tastar aquests vins a un preu raonable i possiblement comprar-los. Sovint es fa una enoteca en col·laboració amb cultivadors o productors o organitzacions turístiques del poble o de la regió. La raó per la qual es va anomenar aquests establiments per connotar "biblioteques de vins" va ser que estaven pensats com una font pràctica d'informació sobre vins locals en lloc de com a punts de venda habituals per a quantitats més grans de cada vi, o destinats principalment a clients establerts.
Sovint, una enoteca emmagatzema quantitats bastant petites de cada vi, i els clients que desitgen comprar grans quantitats després de tastar-los es remeten directament als productors. En alguns casos, una enoteca també vendrà altres aliments locals o servirà petits aperitius per acompanyar els vins.
Una antiga tradició que precedeix la nova moneda és la botiga de vins del Palazzo Antinori, Florència, on els vins Antinori han estat disponibles a la copa durant més d'un segle. Les enoteques es van estendre després al nord dels Alps i a Àustria amb el nom alemany de Vinothek i des d'Àustria a Alemanya.
Associar-se a una enoteca probablement és més beneficiós per a productors més petits, no gaire coneguts, que per a productors grans o consolidats. Els visitants ocasionals tindran més facilitat per descobrir una enoteca i el productor no haurà de mantenir una presa oberta al seu celler per si algú passa per comprar unes ampolles. D'altra banda, tenir molts vins disponibles de forma paral·lela per tastar, comparar i competir és millor per a cellers amb un bon rendiment.

## Altres usos del terme

### Botigues de vins i restaurants
A causa de la popularitat del concepte d'enoteca en alguns llocs, les botigues de vins “de gamma alta” de vegades també s'anomenen enoteca o Vinothek, sense centrar-se en els vins locals ni atenent les necessitats d'informació dels visitants. Ara, una botiga de vins de qualitat se sol anomenar enoteca en italià. Antigament s'utilitzava Bottiglieria, però ara està en desús i no té la mateixa connotació de qualitat.
Com que algunes Les enoteques serveixen aperitius amb el vi, l'enoteca també s'ha utilitzat com a nom d'alguns bars de vi o restaurants, especialment restaurants de tipus bistrot amb menjar italià.

### Biblioteques de vins
Enoteca, Vinothek o Œnothèque (el corresponent terme francès) també es poden utilitzar per designar "biblioteques de vins" en dos significats addicionals de la paraula:
- Un dipòsit d'informació sobre el vi.
- Un magatzem per a vins reals. Com a exemple, el productor de xampany Moët & Chandon produeix una versió tardana del seu prestigió cuvée Dom Pérignon anomenada "Dom Perignon Oenothèque", que passa uns quants anys més al celler de Moët & Chandon abans de ser alliberada.